# Seedorf (Lauenburg)
 For alternative betydninger, se Seedorf. (Se også artikler, som begynder med Seedorf)
Seedorf er en kommune i det nordlige Tyskland, beliggende i Amt Lauenburgische Seen under Kreis Herzogtum Lauenburg. Kreis Herzogtum Lauenburg ligger i delstaten Slesvig-Holsten.

## Geografi
Seedorf ligger ca. syv kilometer nord for Zarrentin am Schaalsee og ti kilometer øst for Mölln.
I kommunen ligger ud over Seedorf, landsbyerne Groß Zecher og Zuckerhut. Kommunen ligger vest for søerne Seedorfer Küchensee og Priestersee, og ved Groß Zecher ligger den ud til Schaalsee.